# Карамзіни
Карамзіни́ — дворянський рід.
В офіційному родоводі зазначається походження прізвища від татарського мурзи по імені Кара Мурза (Кара Мирза). В XVI ст його нащадки вже носили прізвище Карамзін, наприклад, Василь Карпович Карамзін (1534) під Костромою, Федір Карамзін (1600) в Нижньогородському повіті. «Жалованы поместиями», тобто переведені в дворяни (1606). Етимологія прізвища Карамза — Карамурза доволі прозора: Кара — «чорний», Мурза — «господар, князь».
Дворянський рід походить від жившого в кінці XVI ст Семена Карамзіна (пом. до 1606), його сини Дмитро, Томило и Курдюк служили на початку XVII століття в Нижньому Новгороду. Дмитро Семенович нижньогородець, дворянин, і син боярський, якому був даний помісний оклад (1606-1608), за службу при царі Василеві Шуйському і підмосковну службу - додача до окладу (1606), за суздальську і касимовську службу - додача до окладу (1612, ум. 1634).
Нащадком Семена в сьомому поколінні був історіограф Микола Михайлович Карамзін. Його сини — Андрій, Олександр і Воллдимир. Род Карамзіних внесений у VI, III і II частини родовідної книги Симбірської, Самарської, Курської, Нижегородської та Оренбургської губерній (Гербовник, V, 62)

## Представники
- Карамзін Дмитро Семенович - нижньогородський городовий дворянин (1627-1629)[1].

- Карамзін Микола Михайлович
  - Карамзіна, Софія Миколаївна (1802—1856)
  - Карамзіна, Катерина Миколаївна (1806—1867)
  - Карамзін, Андрій Миколайович (1814—1854)
  - Карамзін, Олександр Миколайович (1815—1888)
  - Карамзін, Володимир Миколайович (1819—1879)
  - Карамзіна, Елизавета Миколаївна (1821—1891)
- Карамзін, Олександр Миколайович (1850—1927) — внучатий племінник Миколи Михайловича Карамзіна, бугурусланський повіттовий ватажок дворянства.

1. ↑  Алфавитный указатель фамилий и лиц, упоминаемых в Боярских книгах, хранящихся в I-ом отделении московского архива министерства юстиции, с обозначением служебной деятельности каждого лица и годов состояния, в занимаемых должностях.  М., Типогр: С. Селивановского. 1853 г. Карамзины. стр. 173.